# جان جاك بوشارد
جان جاك بوشارد (بالفرنسية: Jean-Jacques Bouchard)‏ هو كاتب فرنسي، ولد في 30 أكتوبر 1606 في باريس في فرنسا، وتوفي في 26 أغسطس 1641 في روما في إيطاليا.